# Cricetulus lama
Chuột Hamster Lama (Danh pháp khoa học: Cricetulus lama) là một loài động vật gặm nhấm trong họ Cricetidae. Nó chỉ được tìm thấy ở vùng núi phía tây Trung Quốc nơi nó sinh sống ở những đồng cỏ, đầm lầy và các thảo nguyên. Mặc dù có phạm vi hạn chế, Liên minh Bảo tồn Thiên nhiên Quốc tế (IUCN) đã đánh giá tình trạng bảo tồn của nó như là "ít quan tâm nhất".

## Đặc điểm
Loài Hamster lùn này có chiều dài đầu và thân từ 86 đến 103 mm (3,4 và 4,1 inch) và chiều dài đuôi 40 đến 50 mm (1,6 đến 2,0 inch). Nó rất giống với con chuột chũi Trung Quốc (Cricetulus barabensis), nhưng nhỏ hơn, có đuôi ngắn hơn và thiếu dấu đen trên lông lưng và đùi trên mà loài đó thường có. Bộ lông lưng có màu nâu sẫm màu xám, phần dưới có màu xám trắng và có một đường phân chia sắc nét nơi hai màu sắc đối ứng. Đuôi dày và được phủ bằng lông bảo vệ rậm, có sọc sẫm ở đầu và nếu không có màu trắng, với đầu trắng hoàn toàn.

## Tập tính
Loài chuột Lama là loài đặc hữu của miền Tây Trung Quốc, nơi nó được tìm thấy ở khu tự trị Tây Tạng. Nó là một loài chuột núi và được tìm thấy ở độ cao lớn. Môi trường sống điển hình của nó là đồng cỏ vùng cao, đầm lầy rậm rạp và thảo nguyên mở. Hành vi của lùn chuột Lama đã được nghiên cứu rất ít nhưng nó được cho là tương tự như của chuột lang Trung Quốc, trên thực tế một số nhà chức trách cho chúng là một phân loài của Cricetulus barabensis. Nó sống trong hang ngầm, tìm kiếm thức ăn ưa thích là hạt giống, đưa một số trở lại hố để chứa trong các buồng để tích trữ vào mùa hè.